# (68719) Jangyeongsil
(68719) Jangyeongsil (2002 DW) – planetoida z pasa głównego asteroid okrążająca Słońce w ciągu 3,88 lat w średniej odległości 2,47 j.a. Odkryta 16 lutego 2002 roku.